# Bowlus, Minnesota
Bowlus, Minnesota (енгл. Bowlus) град је у америчкој савезној држави Минесота.

## Демографија
По попису из 2010. године број становника је 290, што је 30 (11,5%) становника више него 2000. године.
| Група             | 2000.        | 2010.       |
| Белци             | 260 (100,0%) | 285 (98,3%) |
| Афроамериканци    | 0 (0,0%)     | 1 (0,3%)    |
| Азијати           | 0 (0,0%)     | 0 (0,0%)    |
| Хиспаноамериканци | 0 (0,0%)     | 0 (0,0%)    |
| Укупно            | 260          | 290         |